# Srđan Blagojević
Srđan Blagojević (serb. cyr. Срђан Благојевић, ur. 6 czerwca 1973 w Belgradzie) – serbski trener piłkarski. Obecnie pełni funkcję pierwszego trenera węgierskiego klubu Debreceni VSC.

## Życiorys
Blagojević rozpoczął swoją karierę trenerską w 2008 roku w serbskim klubie FK Sremčica. W latach 2008–2015 trenował kilka serbskich klubów z niższych lig. W lipcu 2015 związał się z klubem FK Bežanija, grającym w Prvej lidze (2. poziom rozgrywek), a w sezonie 2016/2017 przez osiem meczów ligowych prowadził Javor Ivanjica, występujący w Super lidze (1. poziom rozgrywek). W sezonie 2018/2019 awansował do serbskiej Super ligi z klubem FK Inđija, który wcześniej trenował od 20 września 2016 do 24 grudnia 2016.
15 stycznia 2020 przeniósł się zagranicę, konkretniej do Kazachstanu, gdzie został pierwszym trenerem Kaspij Aktau, tam został zauważony przez FK Astanę i 21 listopada 2021 został jej trenerem, podpisując dwuletni kontrakt. Ze stołecznym klubem zdobył mistrzostwo kraju.
21 września 2022 trafił do węgierskiego Debreceni VSC.

## Sukcesy

### Klubowe
FK Astana
- Mistrzostwo Kazachstanu: 2022